# Sanlúcar de Guadiana
Sanlúcar de Guadiana er en by og kommune i det sydvestlige Spanien i provinsen Huelva. Den har et indbyggertal på 416 (2024) indbyggere.
Kommunen ligger på grænsen til Portugal.